# Décharge du Lac aux Canards
Pour les articles homonymes, voir Canard (homonymie).
La décharge du Lac aux Canards est un affluent de la rive sud du fleuve Saint-Laurent. Ce cours d'eau coule dans la municipalité de Saint-Vallier, dans la municipalité régionale de comté (MRC) de Bellechasse, dans la région administrative de Chaudière-Appalaches, au Québec, au Canada. Elle est considérée comme un ruisseau et était auparavant appelée la décharge du Lac Saint-Michel.

## Géographie
La décharge du Lac aux Canards est situé dans la municipalité de Saint-Vallier-de-Bellechasse et traverse le village de sud au nord, avant de se jeter dans le fleuve Saint-Laurent. Elle passe par l'autoroute 20, sur lequel est notamment situé un panneau descriptif du cours d'eau et un pont le traversant. 
D'autres cours d'eau proches incluent :
- Rivière Blanche (à Saint-Vallier) ;
- Ruisseau Corriveau (à La Durantaye) ;
- Rivière des Mères (à Saint-Michel-de-Bellechasse et Saint-Vallier).

Elle est située à 5.14 km du village de La Durantaye.

## Toponymie
Son nom est officialisé le 21 janvier 1975.
Le nom vient probablement du lac aux Canards, un lac situé entre les municipalités de La Durantaye, Saint-Vallier-de-Bellechasse et Saint-Raphaël-de-Bellechasse[réf. nécessaire]. Il vient du fait que beaucoup de canards s'y arrêtaient en automne. Le lac et la décharge étaient auparavant appelés le lac Saint-Michel et la Décharge du Lac Saint-Michel.